# Medalla de Honor del Parlamento de Cataluña
La Medalla de Honor del Parlamento de Cataluña (en catalán, Medalla d'Honor del Parlament de Catalunya) es una distinción honorífica otorgada por el Parlamento de Cataluña desde el 2000 en agradecimiento a la trayectoria de los miembros de sus órganos de gobierno y para honrar a las personalidades y visitantes ilustres que son acreedores de un reconocimiento excepcional.
Sin dotación económica, los distinguidos con este reconocimiento reciben una medalla que reproduce las cuatro barras sobre un fondo dorado, diseño creado por Antoni Cumella en 1984.

## Galardonados
| Año  | Premiado                                                                                            | Ámbito profesional |
| ---- | --------------------------------------------------------------------------------------------------- | --- |
| 2000 | Heribert Barrera                                                                                    | Expresidente del Parlamento de Cataluña |
| 2000 | Miquel Coll i Alentorn                                                                              | Expresidente del Parlamento de Cataluña |
| 2000 | Joaquim Xicoy                                                                                       | Expresidente del Parlamento de Cataluña |
| 2000 | Joan Reventós                                                                                       | Expresidente del Parlamento de Cataluña |
| 2000 | Desmond Tutu                                                                                        | Activista pacifista y Premio Nobel de la Paz |
| 2001 | Miquel Batllori                                                                                     | Historiador |
| 2001 | Ernest Lluch                                                                                        | Político, galardonado a título póstumo |
| 2002 | Francesc Vendrell                                                                                   | Representante de las Naciones Unidas en Afganistán |
| 2003 | Jordi Savall                                                                                        | Músico |
| 2004 | Montserrat Trueta                                                                                   | Presidenta de la Fundación Catalana del Síndrome de Down |
| 2005 | Adolfo Pérez Esquivel                                                                               | Activista pacifista y Premio Nobel de la Paz |
| 2007 | Els Setze Jutges                                                                                    | Miquel Porter i Moix, Remei Margarit, Josep Maria Espinàs, Delfí Abella, Francesc Pi de la Serra, Enric Barbat, Xavier Elies, Maria del Carme Girau, Martí Llauradó i Torné, Maria Amèlia Pedrerol, Joan Ramon Bonet, Joan Manuel Serrat, Maria del Mar Bonet, Lluís Llach y Rafael Subirachs. Guillermina Motta, miembro del grupo, rehusó la distinción                                                                                                 |
| 2007 | Lluís Serrahima                                                                                     | Impulsor del colectivo Els Setze Jutges |
| 2010 | Roser Capdevila                                                                                     | Ilustradora y dibujante (autora de Las tres mellizas) |
| 2011 | Josep Guardiola                                                                                     | Entrenador del Fútbol Club Barcelona |
| 2012 | Cáritas Cataluña                                                                                    | Entidad social |
| 2012 | Òmnium Cultural                                                                                     | Entidad cultural y política |
| 2013 | Núria Gispert                                                                                       | Activista social |
| 2013 | Carme Ruscalleda                                                                                    | Cocinera |
| 2013 | Anna Veiga                                                                                          | Investigadora científica y profesora |
| 2014 | Josep Carreras                                                                                      | Tenor |
| 2015 | Rosa Barenys Martorell                                                                              | Las ocho primeras diputadas de la historia del parlamentarismo en Cataluña |
| 2015 | Maria Dolors Calvet Puig                                                                            | Las ocho primeras diputadas de la historia del parlamentarismo en Cataluña |
| 2015 | Teresa Eulàlia Calzada Isern                                                                        | Las ocho primeras diputadas de la historia del parlamentarismo en Cataluña |
| 2015 | Concepció Ferrer i Casals                                                                           | Las ocho primeras diputadas de la historia del parlamentarismo en Cataluña |
| 2015 | Helena Ferrer Mallol                                                                                | Las ocho primeras diputadas de la historia del parlamentarismo en Cataluña |
| 2015 | Marta Mata i Garriga (a título póstumo)                                                             | Las ocho primeras diputadas de la historia del parlamentarismo en Cataluña |
| 2015 | Trinitat Neras Plaja                                                                                | Las ocho primeras diputadas de la historia del parlamentarismo en Cataluña |
| 2015 | Assumpció Sallés González                                                                           | Las ocho primeras diputadas de la historia del parlamentarismo en Cataluña |
| 2015 | Fundació Institut Guttmann                                                                          | Institución de tratamiento especializado de lesiones medulares |
| 2017 | Mozos de Escuadra, Servicios de Emergencia, Guardia Urbana de Barcelona y policía local de Cambrils | Servicios públicos que operaron durante los Atentados de Cataluña de 2017 entre los días 17 y 22 de agosto. |
| 2018 | Asociación de maestros Rosa Sensat                                                                  | Por la dedicación y la perseverancia de maestros, familias y ciudadanos para transformar la escuela y mejorar la educación. |
| 2019 | Carola Rackete y Òscar Camps                                                                        | Por su determinación en la defensa de los derechos humanos. |
| 2020 | Profesionales del Servicio Catalán de Salud                                                         | Por la respuesta excepcional ante la pandemia de COVID-19. |
| 2021 | Represaliados del Procés y a los colectivos jurídicos que los defienden                             | Por acompañarlos institucionalmente. |
| 2022 | Núria Feliu (a título póstumo)                                                                      | Cantante, por su contribución al prestigio del catalán y a la normalización de su uso con la interpretación de versiones de grandes temas internacionales de la canción estándar y el jazz y con la recuperación de cuplés y canciones populares catalanas. |
| 2022 | Pau Riba (a título póstumo)                                                                         | Cantante y escritor, por la exploración de la expresión artística a través de diversos lenguajes y ppr la apertura de espacios contraculturales entroncados con la tradición propia, con una indiscutible capacidad de maestría. |
| 2022 | Joaquim Arenas i Sampera                                                                            | Primeros responsables del Servei d'Ensenyament del Català, creado en 1978 por la Generalitat, principal órgano impulsor de los "Programes d'immersió lingüística" en las escuelas catalanas. |
| 2022 | Margarida Muset                                                                                     | Primeros responsables del Servei d'Ensenyament del Català, creado en 1978 por la Generalitat, principal órgano impulsor de los "Programes d'immersió lingüística" en las escuelas catalanas. |
| 2023 | Futbol Club Barcelona (femenino)                                                                    | Por la contribución de las deportistas y el club al crecimiento, el reconocimiento y la profesionalización del fútbol femenino y la generación de igualdad e 'oportunidades que la sección comporta, generando "referentes para niñas y jóvenes en este ámbito", transformando la "percepción social respecto del papel de las mujeres en el mundo del fútbol" y ayudando a construir una "sociedad más justa e igualitaria en derechos y oportunidades". |